# Sarv (fisk)
Sarv (Scardinius erythrophthalmus) är en fiskart som ingår i  familjen karpfiskar (Cyprinidae). Den Internationella naturvårdsunionen (IUCN) kategoriserar arten globalt som livskraftig. Inga underarter finns listade. Alternativa, men idag ej godkända, vetenskapliga namn på arten är Rutilus erythrophthalmus och Rutilus aula. Den sistnämnda är dock ett giltigt namn för en annan art i släktet Rutilus som hittas framför allt i Adriatiska havet.
Sarven är en bentos pelagial sötvattensfisk som förekommer i stora delar av Europa och mellersta Asien runt Nordsjön, Östersjön, Svarta havet, Kaspiska havet och aralsjöarna. I Sverige är den relativt vanlig upp från Skåne upp till Jämtland och Medelpad, men saknas på delar av småländska höglandet och i fjällmiljöer. 
Arten har introducerats i Irland, USA, Marocko, Madagaskar, Tunisien, Nya Zeeland, Kanada och Spanien.[källa behövs]
Morfologiskt är sarven väldigt lik mörten (Rutilus rutilus), som den lätt kan förväxlas med. Till skillnad från denna har sarven tydligt röda fenor och ett underbett, som underlättar när den äter föda från ytan. Sarven är också mer brons-/mässingsfärgad än mörten. Ryggfenan hos Sarv sitter också länger bak på ryggen jämfört med mört. 
I Nya Zeeland och Kanada betraktas sarven som ett skadedjur då den stör närbesläktade arter. 

## Sportfiske
Sarven är en uppskattad sportfisk av många och stora exemplar fångas bäst under varma kvällar, i skymningen och strax därefter. Sarv används även ofta som agn vid fiske efter större arter såsom gädda, abborre och gös. Det svenska sportfiskerekordet för sarv är en fisk på 1 970 gr fångad i Motala ström.